# 蘇霍季爾 (別列贊卡區)
46°51′6″N 31°34′46″E / 46.85167°N 31.57944°E
蘇霍季爾（烏克蘭語：Суходіл），是烏克蘭南部的村莊，隸屬尼古拉耶夫州的尼古拉耶夫區。該村始建於1934年，面積11.2平方公里，海拔高度6米，2001年人口64，人口密度每平方公里5.71人。